# UFC 203
UFC 203: Miocic vs. Overeem foi um evento de artes marciais mistas promovido pelo Ultimate Fighting Championship, que ocorreu em 10 de setembro de 2016 na Quicken Loans Arena , em Cleveland, Ohio nos Estados Unidos

## Background
Este foi o primeiro evento do UFC em Cleveland.
O evento está previsto para ser encabeçado por uma luta valendo o Cinturão Peso Pesado do UFC, com o atual campeão, Stipe Miocic, defendendo o título contra o Campeão Mundial do K-1 2010 World Grand Pix e ex-Campeão Pesado do Strikeforce, Alistair Overeem.

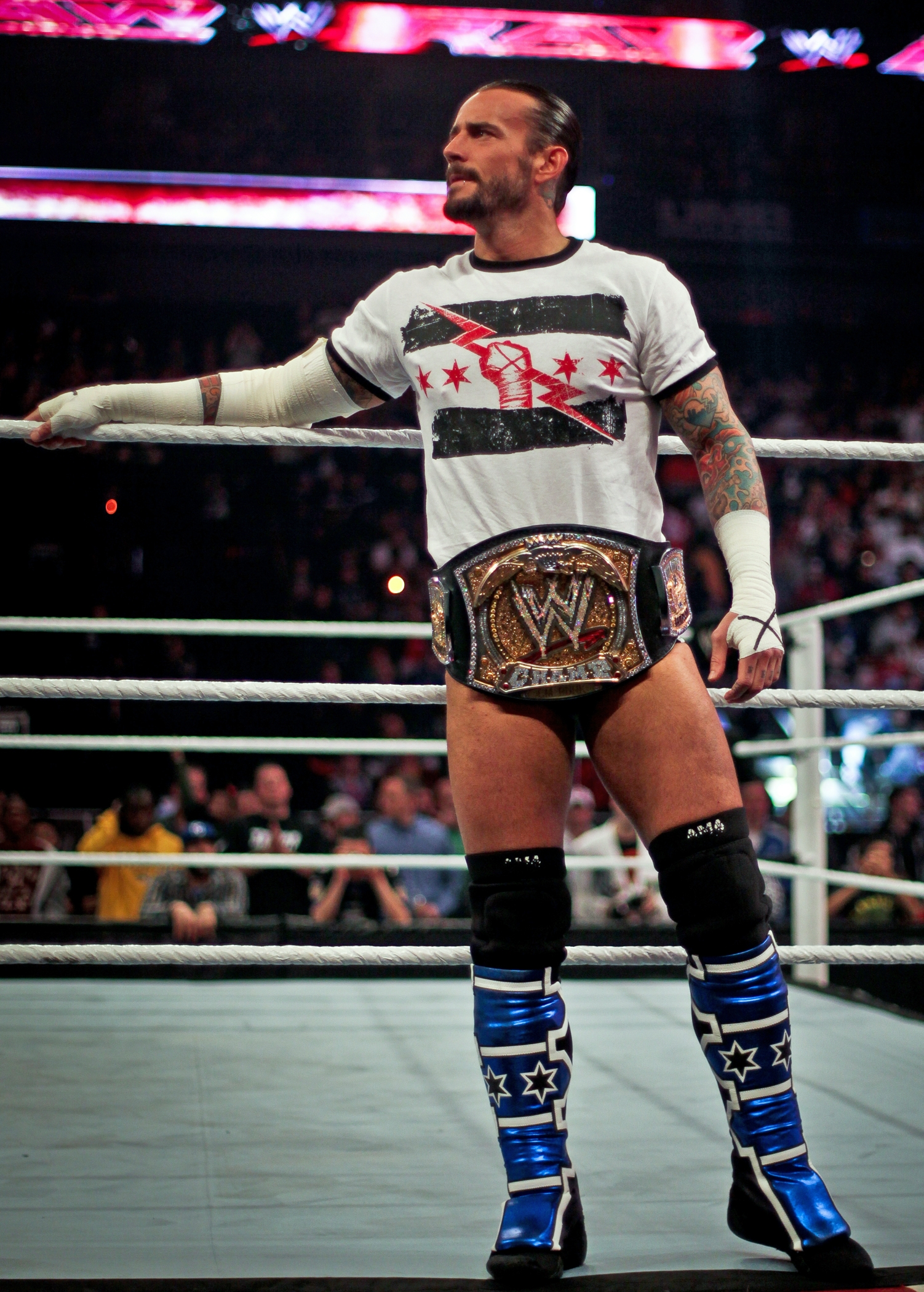
A contratação de CM Punk foi originalmente anunciada durante o UFC 181, transmitido em 6 de dezembro de 2014.

A estreia profissional no MMA do ex-wrestler profissional e duas vezes Campeão da WWE, CM Punk, está agendada para ter lugar neste evento. Punk, que assinou com o UFC em dezembro de 2014, teve sua estreia adiada devido a lesões anteriores no wrestling profissional, que necessitavam de tratamento, e também devido à necessidade de um tempo adequado de treinamento. Ele fará sua estreia contra Mickey Gall, no peso-meio-médio.
Ben Rothwell era esperado para enfrentar neste evento o ex-campeão dos pesos-pesados, Fabrício Werdum. No entanto, em 11 de agosto, Rothwell foi retirado da luta devido a uma lesão. Um representante da equipe do americano disse que ele poderia ter machucado o menisco e poderia ter uma lesão no LCA. Ele foi substituído por Travis Browne. Esta será uma revanche, visto que Werdum derrotou Browne por decisão unânime no UFC on Fox: Werdum vs. Browne, em 2014.
Uma luta no peso-leve entre Erik Koch e Drew Dober foi originalmente reservada para o UFC 195, mas Koch foi retirado dela devido a uma lesão, então a luta foi desfeita. Mais tarde, a luta foi remarcada para este evento, até que Koch retirou-se novamente devido a outra lesão, e foi substituído pelo recém-chegado na promoção, Jason Gonzalez.
Mairbek Taisumov era esperado para enfrentar Nik Lentz no evento. Todavia, Taisumov foi retirado da luta em 1 de Setembro, por problemas com o visto, e foi substituído pelo recém-chegado na organização, Michael McBride.
Em 5 de setembro, foi anunciado que a luta no peso-leve, entre Damir Hadžović e Yusuke Kasuya, programada para abrir o card preliminar, foi adiada e agora vai ter lugar em outubro, no UFC Fight Night: Lamas vs. Penn, após Hadžović ter problemas no visto durante a sua viagem.
Ray Borg era esperado para enfrentar Ian McCall no evento. No entanto, Borg foi retirado da luta em 7 de Setembro, citando uma doença. Sem tempo para encontrar um substituto adequado, McCall também foi removido do card.
Michael McBride não bateu o peso, chegando a 158 lbs (71,6 kg). Como resultado, ele foi multado em 20% de sua bolsa na luta, que foi para o seu adversário, Nik Lentz.
No dia do evento, CB Dollaway foi forçado a sair de sua luta contra Francimar Barroso devido a uma lesão relacionada a um elevador com defeito. Como resultado, Barroso foi também removido do card.

## Card Oficial
Nota 1 Pelo Cinturão Peso-Pesado do UFC.

## Bônus da Noite
Os lutadores receberam $50.000 de bônus
- Luta da Noite:  Stipe Miocic vs.  Alistair Overeem
- Performance da Noite:  Jéssica Andrade e  Yancy Medeiros

## Ligações Externas
1. ↑  Nota 1